# Акін Акінозу
Акин Акинозю (тур. Akın Akınözü, 22 вересня 1990; Анкара) — турецький актор.

## Біографія
Акін Акинозю народився 22 вересня 1990 року в Анкарі.
Він виріс в забезпеченій сім'ї, єдина дитина. Мати Акина акторка - Озлем Акинозю. Вона хотіла, щоб її син став актором, але сам він вважав за краще узяти математичний напрямок, до чого у нього були великі схильності. З матір'ю у нього дуже близькі і теплі стосунки, у всьому довіряє їй. Акин закінчив математичний коледж в Анкарі (TED Ankara Koleji Matematik Fen Bölümü)
Акин вирішив продовжити навчання. Так як його сім'я достатньо забезпечена, батьки змогли відправити єдиного сина (у нього немає ні братів, ні сестер) на навчання до США. У 17 років вступив до Каліфорнійського Університету в Берклі, продовжуючи там осягати математичні закони.
Живучи в Сполучених Штатах, майбутній актор захоплюється театром, відвідує безліч постановок і все частіше замислюється про те, щоб самому стати актором. Не відкладаючи справу, Акин стає членом університетського театрального гуртка, а незабаром починає навчання на курсах для молодих акторів (CRAFT).
Після цього повернувся на батьківщину він дуже швидко отримав роль в грандіозному проекті «Славетне століття. Імперія Кесем» де зіграв роль яничара Алі .
У 2017 році Акин виконує головну чоловічу роль в серіалі "Сім'я Аслан". Його партнеркою була Бурджу Озберк.
У березні 2019 року розпочинається новий серіал "Вітер кохання", в якому Акін виконує роль Мірана Асланбея. Його партнеркою в цьому серіалі стала Ебру Шахін .

## Фільмографія
| Серіал    | Серіал                                 | Серіал                       | Серіал           |
| Рік       | Назва                                  | Роль                         | Примітки         |
| --------- | -------------------------------------- | ---------------------------- | ---------------- |
| 2015 рік  | Величне століття. Імперія Кесем        | Алі                          | Підтримуюча роль |
| 2016 рік  | Arkadaşlar İyidir / Друзі - це добре   | Юнус Шаглаян                 | Підтримуюча роль |
| 2017–2018 | Aslan Ailem / Сім'я Асланів            | Мурат Аслан                  | Головна роль     |
| 2017–2018 | Payitaht Abdülhamit / Право на престол | Омер                         | Підтримуюча роль |
| 2019–2021 | Вітер кохання                          | Міран Асланбей               | Головна роль     |
| 2021—2022 | Kaderimin Oyunu / Гра моєї долі        | Джемал Кая                   | Головна роль     |
| 2022      | Tuzak / Пастка                         | Умут Йорукоглу / Чинар Їлмаз | Головна роль     |

## Нагороди та премії
| Рік  | Нагорода                            | Категорія                              | Серіал        | Результат |
| ---- | ----------------------------------- | -------------------------------------- | ------------- | --------- |
| 2019 | 24-а премія «Золота лінза».         | Актор драматичного серіалу             | Вітер кохання | Перемога  |
| 2020 | 6.Ayaklı Gazete Ödülleri            | Найкраща пара серіалів (Рейян і Міран) | Вітер кохання | Перемога  |
| 2020 | Nona TV Dizi Ödülleri               | Містер                                 | Вітер кохання | Перемога  |
| 2020 | Nona TV Dizi Ödülleri               | Найкраща пара (Рейян і Міран)          | Вітер кохання | Перемога  |
| 2020 | 46. Премія «Золотий метелик»        | Найкращий актор                        | Вітер кохання | Номінація |
| 2020 | 46. Премія «Золотий метелик»        | Найкраща пара серіалу                  | Вітер кохання | Номінація |
| 2020 | Premios Telenovelas Espana Ödülleri | Найкрасивіший актор                    | Вітер кохання | Перемога  |